# Березовский, Николай Юрьевич
Николай Юрьевич Березовский (20 ноября 1949, Москва — 19 апреля 1996, там же) — российский военный историк, историограф, кандидат исторических наук, специалист по истории русского флота.

## Биография
Из семьи служащих. В 1968—1970 проходил службу в рядах Советской армии. В 1978 году окончил Московский государственный историко-архивный институт (МГИАИ).
В 1984 году получил степень кандидата исторических наук, защитив диссертацию по теме: «Ленинский комсомол — активный участник возрождения советского военно-морского флота (1921—1928 гг.)».
В 1990—1992 годах — старший научный сотрудник сектора истории Государственного научно-исследовательского института морского транспорта.
С 1992 — пресс-секретарь председателя Росархива. Также одновременно работал старшим научным сотрудником редакции «Военной энциклопедии», старшим научным сотрудником военно-энциклопедического управления Института военной истории Министерства обороны Российской Федерации.
Автор трудов по истории отечественного флота, морской политике Российского государства, в том числе биографий военно-морских деятелей.

## Сочинения
- Березовский Н. Ю., Тархова Н. С. Омская наступательная операция Красной армии в 1919 году. — Омск: Омское книжное издательство, 1989. — 75 с. — 5000 экз. — ISBN 5-85540-047-6.
- Аммон Г. А., Березовский Н. Ю. Боевая летопись Военно-морского флота. 1941—1942. — М.: Воениздат, 1992. — 632 с. (в пер.)
- Березовский Н. Ю. и др. Боевая летопись Военно-морского флота. 1917—1941 / Авторский коллектив: Н. Ю. Березовский, С. С. Бережной, З. В. Николаева. — М.: Воениздат, 1993. — 840 с. (в пер.)
- Березовский Н. Ю., Доценко В. Д., Тюрин Б. П. Российский императорский флот. 1696—1917: Военно-исторический справочник / Авторский коллектив: к.и.н. Н. Ю. Березовский (руководитель), В. Д. Доценко, Б. П. Тюрин; Мининформпечати РФ. — М.: Русский мир, 1993. — 272 с. — 5000 экз. — ISBN 5-85810-010-4. (в пер.)
- Из истории разработки военно-морских программ. Сост. Н.Ю. Березовский // Отечественная история. 1994 № 2. С. 165-176.
- Под флагом России: История зарождения и развития морского торгового флота / Авторский коллектив: В. П. Пузырёв (руководитель), В. Д. Скугарев, А. В. Басов, Н. Ю. Березовский, В. Г. Реданский; Ред. колл.: Ю. А. Михайлов, А. Л. Колодкин, В. А. Конталев; Департамент транспорта Министерства транспорта РФ, Союзморниипроект. — М.: Согласие, 1995. — 568 с. — 10 000 экз. — ISBN 5-86884-033-X. (суперобл,)
- Три века Российского флота. 1696—1996: В трёх томах / Авт. и сост.: Б. И. Родионов; Авт.: Н. Ю. Березовский, В. Ю. Грибовский. — СПб.: Logos, 1996. — Т. 2. — 384 с. — 2000 экз. — ISBN 5-87288-117-7, ISBN 5-87288-115-0. (в пер.)